# واسبوتل
واسبوتل (به آلمانی: Wasbüttel) یک شهر در آلمان است که در گیفهورن واقع شده‌است. واسبوتل ۱٬۹۵۲ نفر جمعیت دارد.